# Sløborn
Sløborn er en tysk-dansk tv-serie produceret af Syrreal Entertainment, ZDF, Tobis Film og Nordisk Film. Serien blev skrevet af Christian Alvart, der fungerede som instruktør, manuskriptforfatter, producent og kameramand. Hovedrollerne spilles af Emily Kusche, Alexander Scheer, Mads Hjulmand, Lea Van Acken, Nina Diedrich, Adrian Grünewald og Wotan Wilke Möhring og er optaget i Norderney, i tyske Brandenburg og i Polen.

## Produktion
Den tyske serie havde oprindeligt arbejdstitlen "Slow Burn", fordi ifølge forfatteren og instruktøren Christian Alvart er ideen bag serien at fortælle en katastrofe i slowmotion. Herfra udviklede det endelige navn Sløborn sig, der med bogstavet "Ø" henviser til, at handlingen foregår i grænseområdet til Danmark. Seriekonceptet blev designet til fire sæsoner.
Optagelserne fandt sted fra 28. august 2019 blandt andet på den østfrisiske ø Norderney og i den polske badeby Sopot. Nogle scener blev taget på det tidligere torpedovåbenområde Hexengrund fra Luftwaffe Munitionsanstalt 3/I ved Puckbugten, en del af Gdańskbugten nær Gdynia.
I efterproduktionen fra december 2019 til slutningen af maj 2020 blev nogle henvisninger til den nuværende coronaviruspandemi og dens bivirkninger også diskuteret. F.eks. blev oplysninger om den aktuelle situation angivet som: “Skal jeg drikke desinfektionsmiddel nu?” ZDF's overvejelser om at udsende serien på et senere tidspunkt på grund af den aktuelle pandemi blev imidlertid afvist.

## Modtagelse
Sløborn havde tv-premiere med en udsendelse af fire episoder på ZDFneo den 23. juli 2020. Samme dag blev hele sæsonen først offentliggjort i ZDFmediathek. Den 24. juli blev serien udgivet på Blu-ray og DVD i Tyskland, Østrig og Schweiz.
Den 27. november 2020 meddelte ZDF i en pressemeddelelse, at serien ville fortsætte.
Sløborn havde premiere i Danmark på HBO Nordic den 21. december 2020, og den er nu tilgængelig på HBO Max.
Den anden sæson blev udgivet den 7. januar 2022 på ZDFmediathek i Tyskland. På tysk tv på ZDF bliver udsendelsen i dobbeltafsnit fra 21. februar 2022, mens sæsonpremieren fra dansk side blev udgivet på HBO Max den 5. april 2022.